# Grupo 3 de Ataque
El Grupo 3 de Ataque (G3A) es una unidad militar de la Fuerza Aérea Argentina.

## Historia

### Creación
La Fuerza Aérea Argentina creó el Grupo 3 de Ataque en el año 1981 y tras la disolución del Escuadrón I de Ataque, con dos escuadrones operativos de 29 IA-58A Pucará y una escuadrilla de servicios.

### Conflicto del Atlántico Sur
El Grupo 3 de Ataque creó el Escuadrón Aeromóvil Pucará Malvinas que operó desde la BAM Malvinas y BAM Cóndor y el Escuadrón IA-58 Pucará que operó desde la BAM Santa Cruz.
Los siguientes aviadores murieron en combate:
- Primer teniente (post mortem) Daniel Jukic[2]
- Teniente (post mortem) Mario Luis Valko[3]
- Primer teniente (post mortem) Miguel Ángel Giménez[4]

### 1982-presente
En septiembre del año de 2019 la FAA retiró del servicio al avión IA-58 Pucará.
En 2019 luego de la Llegada de los Texan II a la EAM y el Retiro de los IA-58 Pucará, la Fuerza Aérea Argentina Traslado los Embraer Tucano de la Escuela de Aviación Militar a la III Brigada Aérea para que formen Parte del Grupo 3 de Ataque. Se espera que unos 12 Tucanos sean Modernizados y Artillados durante el 2021.

## Equipamiento
- FMA IA-58A Pucará (1981-2019)
- FMA IA-58D Pucará (1981-2019)

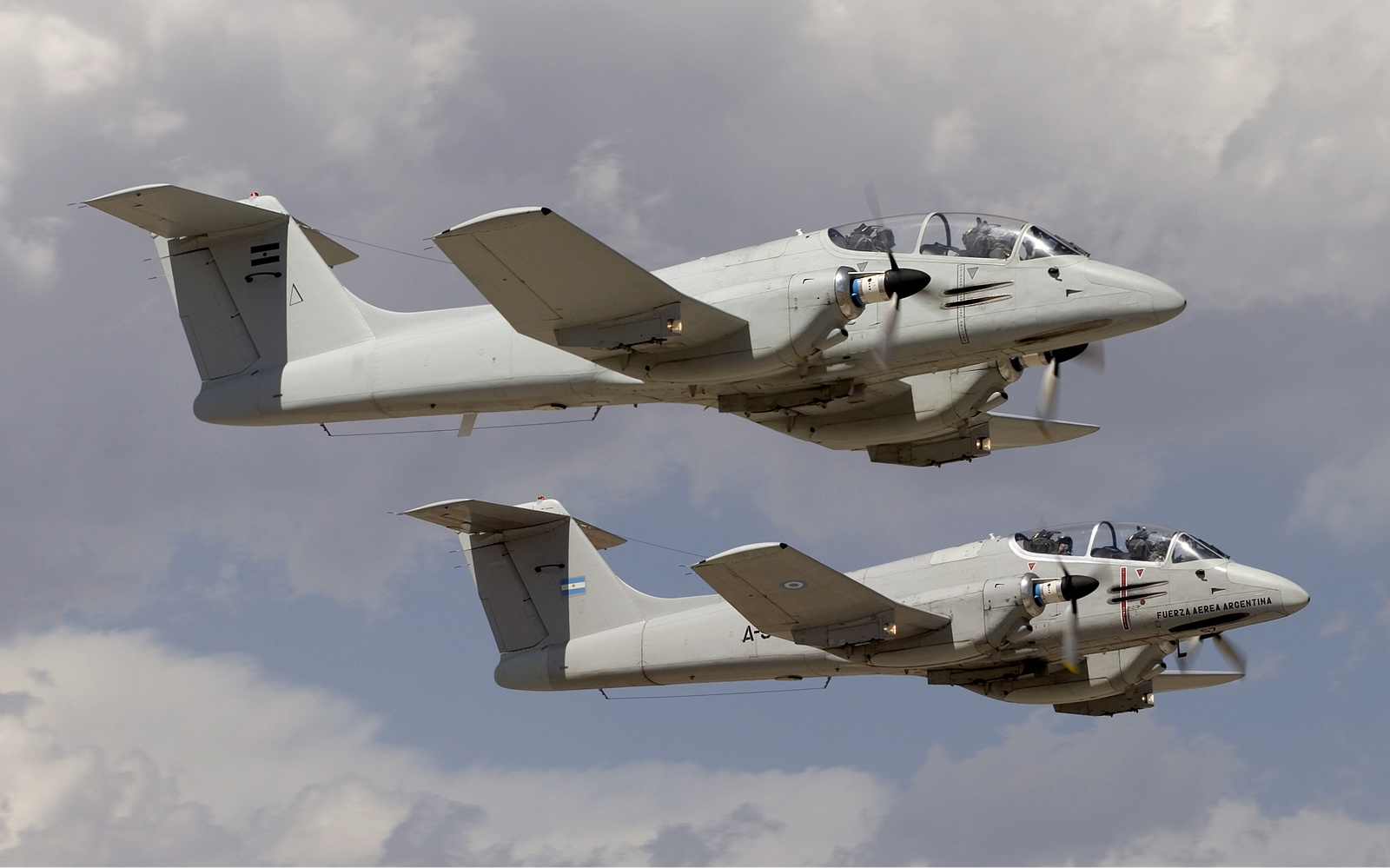
IA-58 Pucará

- Embraer EMB-312 Tucano (2019-presente)[6]
- Cessna 182[6]